# 石川安繁
石川 安繁（いしかわ やすしげ）は、室町時代の武将。姓は石河とも記される。丹後一色氏の家臣。一色教親が伊勢守護に任じられると守護代となった。教親に仕えていることから、石川道悟や石川直清ら嫡流とは異なる庶流出身の人物であると考えられる。

## 概要
永享12年（1440年）に一色教親が伊勢守護に任じられると守護代となった。同年8月17日には、守護代として金剛寺に禁制を出している。同年には、父と見られる河内入道が一色義貫の被官に殺害されている。
ただし、教親は傍流であったため、宝徳元年（1449年）にはすでに守護代ではなくなっている。
長禄3年（1459年）には在京奉行として確認できる。